# Suzanne-Simone Baptiste-Louverture
Suzanne Simon-Baptiste, ou Suzanne Louverture (1752-1816), est l'épouse du général  Toussaint Louverture, gouverneur-général de la colonie française de Saint-Domingue. Lorsque celui-ci se proclama gouverneur-général à vie en 1797, elle occupa un rôle identique à celui de « Première dame ». Après la chute de son époux, elle fut déportée en même temps que lui et toute sa famille en France ; elle mourut à Agen (Lot-et-Garonne) le 19 mai 1816 à l'âge de 64 ans, après avoir reçu des honneurs de la part du roi Louis XVIII.

## Biographie
Suzanne a pour origine d'anciens esclaves affranchis. Née sur l'habitation Bréda près du Cap-Français, elle y devient marchande et épouse en 1781 le jeune Toussaint de Breda, avec lequel elle aura deux enfants :
- Isaac Louverture (1786-1850), épouse Louise Chancy (1782-1871) ;
- Saint-Jean Louverture (1791-1804).

Elle a eu un enfant d'une première union avec le blanc Séraphin Clère. Enfant qui sera adopté par Toussaint :
- Placide Clère Louverture (1781-1841), épouse Joséphine de Lacaze (1798-1878);

Lorsque débute la Révolution française en 1789, les idées de liberté et d'indépendance qui affectent les colonies déclenchent la révolution haïtienne. L'esclavage est aboli et un gouverneur du nom de Sonthonax est nommé à Saint-Domingue. En 1797, Toussaint, qui s'était allié aux Espagnols et aux Anglais, finit par s'allier aux Français. Il devient général de la République et reçoit une pension militaire. Suzanne se sert de cette pension pour entretenir sa maison et recevoir les alliés de son époux. Mais en 1801, Toussaint devient gouverneur-général et fait exiler Sonthonax ; il s'installe avec sa famille au palais du gouverneur et prend les pleins pouvoirs. Suzanne, en tant qu'épouse du chef de Saint-Domingue, devient « Première dame ».
En 1802, à la chute de Toussaint, Suzanne est déportée avec son époux et ses enfants en France. En 1803, Toussaint meurt en captivité au fort de Joux. Retenue prisonnière à Bayonne, elle attend désespérément sa libération. Elle est transférée avec sa famille à Agen, elle y habite rue des Colonels-Lacuée.
En 1804, elle perd son plus jeune fils Saint-Jean, très affecté par la mort de son père. En 1805, elle et ses deux fils sont enfin libérés, mais sans avoir le droit de quitter le sol français. La famille s'installe alors dans une modeste maison de campagne dans le sud du pays.
En 1814, lors du retour de la monarchie en France, le nouveau roi Louis XVIII accepte de recevoir Suzanne et ses deux fils. Respectueux, le roi rend hommage à leur père et époux pour avoir combattu lors de la Terreur[réf. nécessaire] et pour la sauvegarde de la monarchie. Suzanne meurt le 19 mai 1816 à Agen, à l'âge de 64 ans.
Ses fils perçoivent une pension du ministère de la Marine à partir de 1817. Placide épouse une Blanche, Joséphine de Lacaze le 16 mai 1821 à Astaffort et aura deux enfants (Joseph, 1821-1822 et Rose, 1823-1900, dont postérité). Isaac s'installe à Bordeaux, devient le gardien de la mémoire officielle de son père et épouse Louise Chancy 1782-1871, née à Saint-Domingue, actuel Haïti.